# ベルコート・シアター
ベルコート・シアター(Belcourt Theatre)は、テネシー州ナッシュビルのヒルズボロ・ヴィレッジにある2スクリーンの映画館である。非営利団体により経営され、インディペンデント映画やライブなどが上演される。

## 歴史
1925年、サイレント映画の劇場のヒルズボロ・シアターとしてオープンし、当時の最新の映写装置と市内で最大のステージを誇っていた。コミュニティの成長と共に、当時最も人気のあったナッシュビル・チルドレンズ・シアターとグランド・オール・オープリーの常設劇場となった。1930年代、子供劇場の中でも最も長い歴史があるナッシュビル・チルドレンズ・シアターと由緒あるグランド・オール・オープリーはステージを共有していた。1934年から1936年のオープリーの上演は、現在にも引き続き使用されるラジオ番組の形式を形作った。2つのシアターが近いため、オープリーはそれぞれの観衆に上演を始めた。演奏者はそれまでの30分の演奏ではなく15分の演奏を2回することとなる。
2007年11月、非営利団体である地元の芸術活動団体に140万ドルで買収されベルコート・シアター社の経営となった。

## 現在
大多数がインディペンデント映画の映画事業と同様、同じ会場でライヴ・パフォーマンスを行うなど多様なエンターテイメント・イベントを行っている。売店ではピザ、ワイン、地ビールのヤズー生ビールを含む様々な飲食物を販売している、また、48時間フィルム・プロジェクトのナッシュビル会場であるなど、その他のフェスティバルやスペシャル・イベントの本拠地となっている。